# Monte Taibai
O monte Taibai (chinês: 太白山, pinyin: Tàibái Shān) é uma montanha no sudeste da província de Shaanxi, na República Popular da China. O ponto mais alto, a Tore Baxian (chinês: 拔仙台), chega à altitude de 3750 m e é o mais alto da cordilheira Qinling, e define a fronteira entre as bacias do rio Han, afluente do rio Yangtzé e do rio Wei. O monte Taibai é ainda a montanha mais alta da China oriental, apresentando uma proeminência topográfica de 2232m.

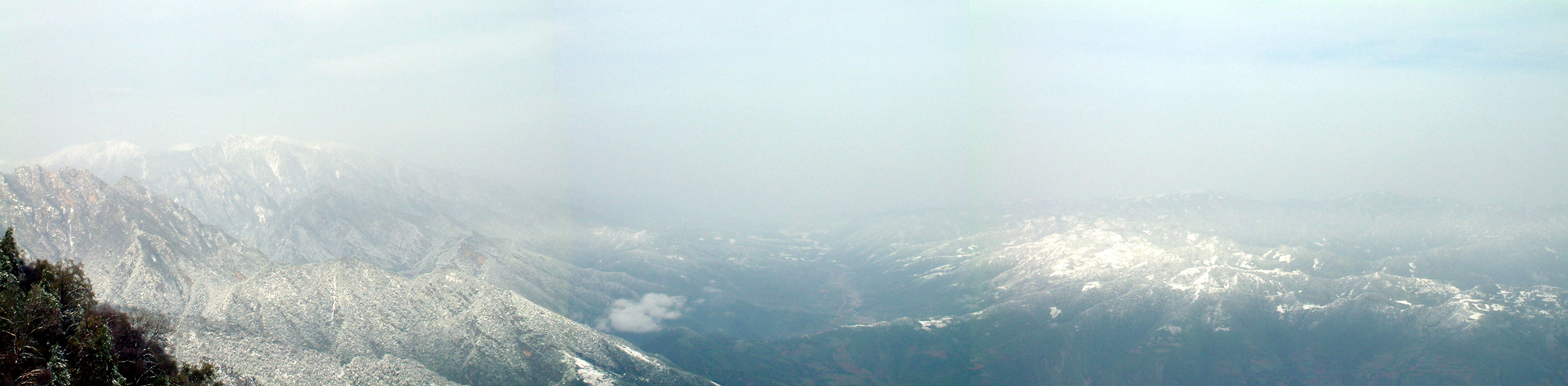
Panorama, vista do templo Bodhisattva Temple a 2300m

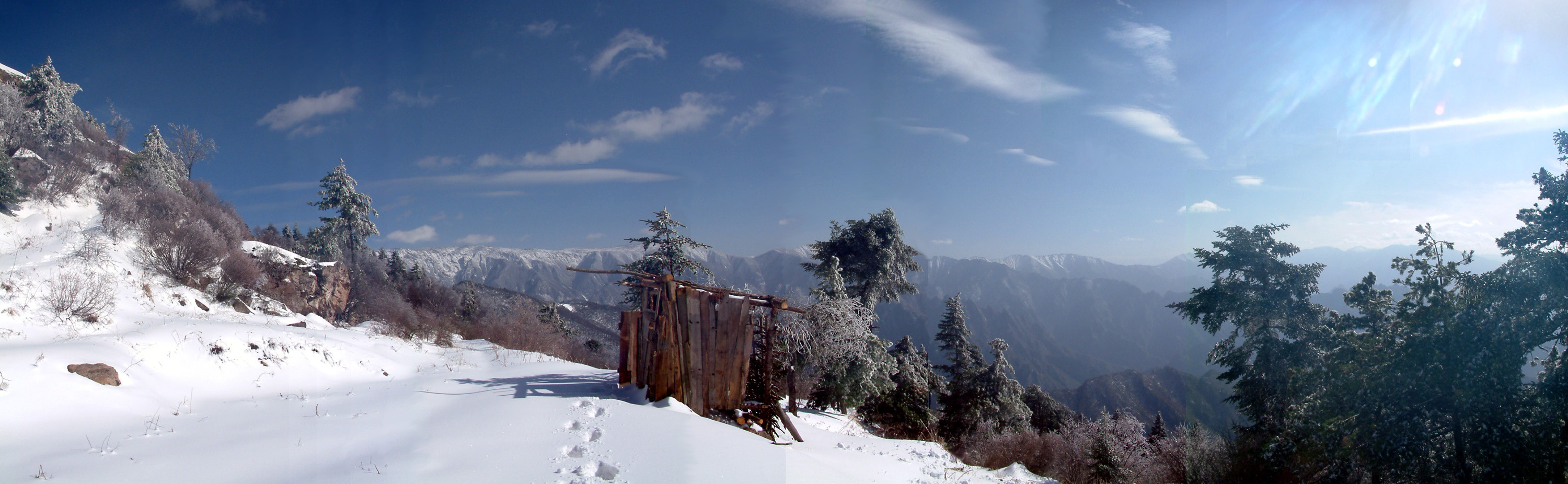
Um panorama no centro do Taibai (visto do palácio Doumu, alt. 2900m)